# The Silent Man
The Silent Man은 드림 시어터의 3집 앨범 'Awake'에서 나온 두 번째 싱글 앨범이다. "Erotomaina"와 "Voices"의 뒤를 잇는 A Mind Beside Itself 모음곡의 세 번째 곡이기도 하다. 작사와 작곡 모두 존 페트루치가 맡았다. 연주곡인 "Eve"는 케빈 무어가 작곡했다. 
이 곡의 뮤직 비디오는 1994년 제작되었다.

## 곡 목록
| #             | 제목                       | 작사          | 작곡          | 재생 시간 |
| ------------- | -------------------------- | ------------- | ------------- | --------- |
| 1.            | 〈"The Silent Man"〉       | 존 페트루치   | 페트루치      | 3:48      |
| 2.            | 〈"Take The Time"〉 (데모) | 드림 시어터   | 드림 시어터   | 7:58      |
| 3.            | 〈"Eve"〉                  |               | 케빈 무어     | 5:10      |
| 총 재생 시간: | 총 재생 시간:              | 총 재생 시간: | 총 재생 시간: | 16:56     |

## 구성원
- 제임스 라브리에 - 보컬
- 케빈 무어 - 키보드
- 존 명 - 베이스 기타
- 존 페트루치 - 기타
- 마이크 포트노이 - 드럼